# Phragmatobia alpicola
Phragmatobia alpicola là một loài bướm đêm thuộc phân họ Arctiinae, họ Erebidae.